# Скеля Омельченка
Скеля Омельченка, або кліф Омельченка (англ. Omelchenko Bluff) — прибережна скеля (кліф), висотою понад 600 м, розташована поблизу мису Еванс (географічні координати: 77°38'08" пд.ш., 166°45'33" сх.д.) на  острові Росса біля Землі Вікторії, Східна Антарктида. Скеля названа на честь українського дослідника Антарктиди, вихідця з с. Батьки Полтавської губернії, Антона Лукича Омельченка (1883—1932 рр.), члена Британської національної антарктичної експедиції 1910—1913 років на барку «Терра Нова», члена Королівського географічного товариства.
Скеля Омельченка, разом з іншими безіменними географічними об'єктами у цьому районі, названа на честь учасників Британської антарктичної експедиції (1910—1913 рр.) за поданням Нової Зеландії з нагоди вшанування у 2012 році сторіччя загибелі очільника експедиції капітана Роберта Фолкона Скотта.

## Виноски
1. ↑  Віра Річ. Антон Омельченко — українець в Антарктиці // Рідна природа. — 1996. — Вип. 1. — С. 41-65.